# Слудка (Чернушинский район)
Слудка — село в Чернушинском районе Пермского края. Административный центр Слудовского сельского поселения.
Находится примерно в 7 км к юго-западу от центра города Чернушки.

## История
Слудка известна с 1834 года, с 19 сентября 1989 года по январь 2006 года Слудка была административным центром Слудовского сельского совета.

## Население
Численность населения составляла: 131 человек (1869 год), 344 человека (1926 год), 535 человек (2002 год).
В 2005 году численность населения составляла 580 человек.
По результатам переписи 2010 года численность населения составила 572 человека, в том числе 283 мужчины и 289 женщин.